# Matmata (peuple)
Pour l’article homonyme, voir Matmata.
 (mars 2008).
Si vous disposez d'ouvrages ou d'articles de référence ou si vous connaissez des sites web de qualité traitant du thème abordé ici, merci de compléter l'article en donnant les références utiles à sa vérifiabilité et en les liant à la section « Notes et références ».
Les Matmata (berbère : Imaṭmaṭen, arabe : مطماطة) sont une confédération tribale issue de tribus berbères, plus précisément des Beni Faten, vivant principalement entre la Tunisie, l'Algérie et le Maroc.

## Généalogie
Issues de la branche berbère d'El-Botr, les Matmata sont parmi les descendants de Faten Ibn Temzit. Selon le généalogiste Sabeq-el-Matmati et ses disciples, l'ancêtre des Matmata se nomme Maskab et surnommé Matmat. Selon ces mêmes généalogistes toutes les branches de la tribu des Matmata sont issues de Loua, fils de Matmat. Loua, disent-ils, eut quatre fils: Ourmakcen, Belaghef (variantes Telaghef, Ilaghef), Ourigoul et Ilisen. Seuls les trois premiers ont eu de prospérité, et c'est d'eux que toutes les branches de la tribu de Matmata tirent leur origine.

## Histoire
Dans les temps anciens les Matmata habitent les plateaux de Mindas, aux environs du Ouancherich (l'Ouarsenis actuel), et le mont de Guezoul à Tiaret ainsi que les grandes plaines intérieures de la Tunisie actuelle. Devenus puissants au début du XIe siècle, ils participent activement à la guerre qui éclate entre Hammad ibn Bologhine et Badis Ibn El Mansour.
À cette époque ils ont pour chef Azana, émir qui se signale dans plusieurs batailles avec les Oudjetdjen, les Louata et les autres tribus du voisinage. Ziri, fils d'Azana, prend le commandement des Matmata lors de la mort de son frère, mais bientôt après, il est vaincu par les Sanhadja et passe en Espagne chez Almanzor qui l'accueille favorablement et l'admet à son service.
Les Matmata vivent maintenant dispersés dans diverses localités: au midi de Fez, dans une montagne qui porte leur nom et qui s'élève entre la ville de Fez et Séfrou, et dans les environs de Gabès.

## Personnages
Appartient à cette tribu le généalogiste Sabeq Ibn Soleiman, cité plusieurs fois par Ibn Khaldoun, Abdallah Ibn Idris, administrateur des impôts au nom du calife Fatimide Ubayd Allah al-Mahdi et le généalogiste Kehlan Ibn Abi Loua qui passe en Espagne et se rend auprès de Ali ben Hammud al-Nasir (premier émir de la dynastie des Hammudites)